# Wasservorkommen im Universum

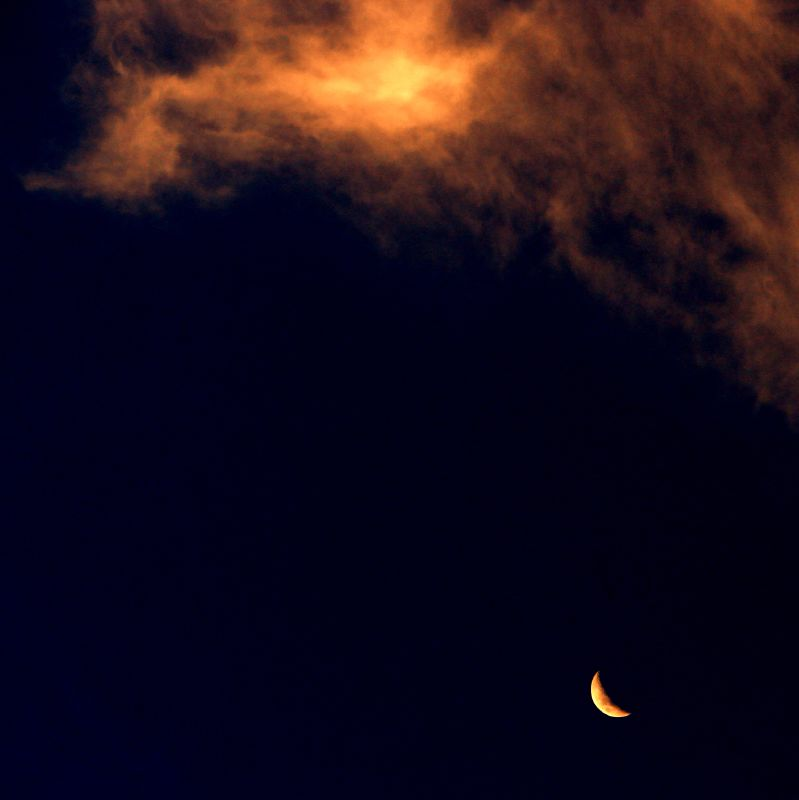
Wasser existiert sowohl in irdischen Wolken als auch auf dem Erdmond.

Außerhalb des Planeten Erde existieren weitere Wasservorkommen im Universum. Wasser, die chemische Verbindung von Wasserstoff und Sauerstoff, gibt es auf anderen Himmelskörpern des Sonnensystems, in anderen Planetensystemen, interstellaren Wolken der Milchstraße und in anderen Galaxien. Es kann durch spektroskopische Untersuchungen bei Galaxien nachgewiesen werden, deren Licht mehr als zwölf Milliarden Jahre zur Erde unterwegs war. Demnach existierte es spätestens zwei Milliarden Jahre nach dem Urknall.
Bei den extraterrestrischen Funden handelt es sich um Wasserdampf und Eis. Bis auf kleine Schlammtröpfchen auf dem Mars konnte jenseits der Erde bisher (2022) kein flüssiges Wasser nachgewiesen werden. Es gibt Hinweise, dass Eismonde im äußeren Sonnensystem unter ihrer Oberfläche Ozeane aus flüssigem Wasser beherbergen. Für Leben wie auf der Erde ist Flüssigwasser notwendig.
Am besten erforscht sind die Wasservorkommen des Sonnensystems. Die Erde ist der einzige Planet in unserem Sonnensystem, bei dem Wasser direkt an der Planetenoberfläche in allen drei Aggregatzuständen dauerhaft vorkommt. Dieser Umstand macht die Erde zumindest im Sonnensystem einzigartig.

## Kristallwasser

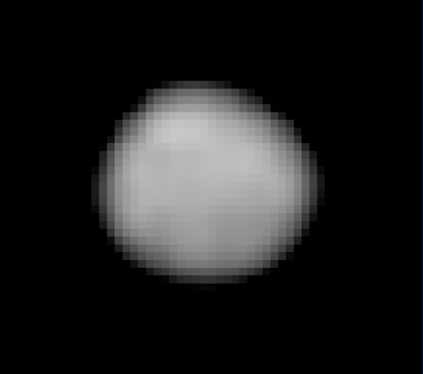
Der sehr große Asteroid Pallas besitzt wasserhaltige Minerale.

Kristallwasser ist Wasser, das in Mineralen eingeschlossen wurde. Als Bestandteil der Minerale baut es Gesteine mit auf. Im Sonnensystem wurde Kristallwasser belegt für den Zwergplaneten Ceres, für die sehr großen Asteroiden Pallas und Vesta, für den Erdmond und für Asteroiden der Typen B, G, F und C, allen voran für bestimmte kohlige Chondriten. Wasserhaltige Minerale wurden weiterhin auf dem Planeten Mars und natürlich auch auf der Erde gefunden. Außerhalb des Sonnensystems wurden noch keine Vorkommen von Kristallwasser entdeckt.

## Wassereis
Die Gesamtheit der Eisvorkommen eines Himmelskörpers heißt Kryosphäre. Sie kann zu größeren Teilen oder komplett aus Wassereis bestehen. Eine Kryosphäre kann einen ganzen Himmelskörper einschließen. Dann existiert eine global durchgehende Kryosphäre – als Hohlkugel umhüllt sie den Himmelskörper. Eine Kryosphäre kann aber auch lediglich an den kältesten Orten eines Himmelskörpers überdauern. Dann bildet sich eine regional begrenzte Kryosphäre.

### Sonnensystem
Das weitaus meiste Wasser des Sonnensystems liegt als Wassereis vor. Der größte Anteil des Wassereises wird in den kalten Außenregionen des Sonnensystems angetroffen. Diese beginnen mit einem Abstand von ungefähr drei Astronomischen Einheiten zur Sonne, zwischen den Bahnen von Mars und Jupiter. Dort verläuft die Schneegrenze. Jenseits von ihr wird die Beleuchtungsstärke der Sonne zu schwach, um Wassereis zu sublimieren. Demzufolge kann sich dort Wassereis langfristig halten und sammeln.

#### Inneres Sonnensystem
Auf den Himmelskörpern des inneren Sonnensystems existieren keine global durchgehenden Kryosphären. Gegebenenfalls beschränken sich Wassereisvorkommen auf die kältesten Gebiete oder liegen – geschützt vor Sonnenlicht – unter der Oberfläche.

##### Merkur
Auf dem sonnennächsten Planeten Merkur existieren an den Polen ununterbrochen lichtlose Areale. Dort befindet sich Wassereis unter 10 bis 20 Zentimetern Regolith. Merkurs regional begrenzte Kryosphäre besitzt eine Mächtigkeit zwischen Dutzenden Zentimetern und einigen Metern. Für die nördliche Polregion beträgt die Masse des Wassereises zwischen 20 und 1000 Milliarden Tonnen. Sehr wahrscheinlich wurde das Wasser durch einschlagende Kleinkörper zum Merkur gebracht.

##### Erde
Die größte regional begrenzte Kryosphäre des Sonnensystems existiert auf dem Planeten Erde. Die irdische Kryosphäre besaß in den 1990er Jahren ein Volumen von ungefähr 24 Millionen Kubikkilometern Wassereis. Sie kann zweigeteilt werden in Gebiete mit polarem Wassereis (Packeis, Eisschilde von Grönland und Antarktika) und mit nichtpolarem Wassereis (Gebirgsgletscher, Permafrost der subpolaren Gebiete und außerpolaren Hochgebirge). Sie umfasst zudem sowohl subaerische Anteile (Meereis, Gletscher, Eisschilde) als auch subterrane Areale (Permafrost, Eishöhlen). Außerdem kann Wassereis in Form fester Niederschläge vorkommen.
Die irdische Kryosphäre besaß ihre größte Ausdehnung in der sturtischen Eiszeit und der marinoischen Eiszeit während des Erdzeitalters namens Cryogenium, das vor 635 Millionen Jahren endete. Doch selbst während jener Eiszeiten wurde der Planet niemals gänzlich von Eis überzogen. Zu keinem Zeitpunkt der Erdgeschichte besaß die Erde eine global durchgehende Kryosphäre.
| Wasser der Erde                                                                    |
| ---------------------------------------------------------------------------------- |
| - Kristallwasser - Wassereis - Flüssigwasser - Wasserdampf - Überkritisches Wasser |

##### Erdmond
Auf dem Erdmond besteht eine verhältnismäßig kleine, regional begrenzte Kryosphäre. Sie weist Übereinstimmungen mit den Eisvorkommen des Merkur auf, denn auch hier befindet sich das Wassereis auf den Böden von Kratern in Nähe der Pole. Die Kraterböden werden ebenfalls nicht von Sonnenlicht erreicht und liegen wahrscheinlich seit Jahrmilliarden ständig in Schatten.
| Wasser des Erdmonds          |
| ---------------------------- |
| - Kristallwasser - Wassereis |

##### Mars

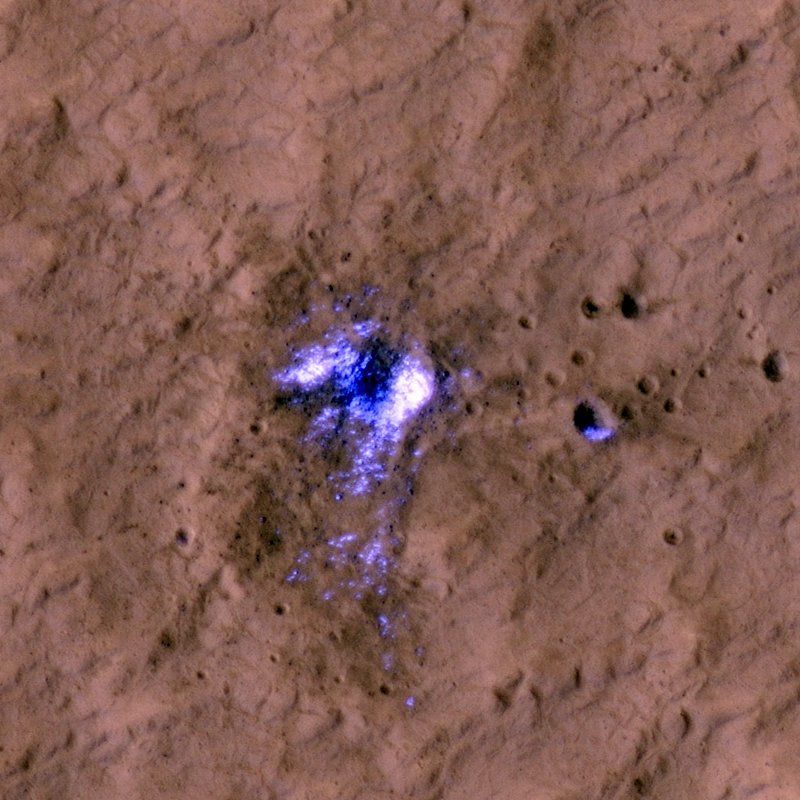
In einem frischen Einschlagkrater auf dem Mars wurde Wassereis sichtbar, das ansonsten unter der Oberfläche verborgen bleibt.

Die regional begrenzte Kryosphäre des Mars kann ähnlich gegliedert werden wie die Kryosphäre der Erde. Sie umfasst nämlich ebenfalls nicht nur die beiden Polarregionen. Dort sind die Wassereisvorkommen meistens von Trockeneis (außer im Sommer) und vor allem von Sedimenten bedeckt. Um den Nordpol wurden viele tausend Kubikkilometer Wassereis festgestellt. Es nimmt ein Gebiet von ungefähr 900.000 Quadratkilometern ein und erreicht in seiner Mitte zwei Kilometer Dicke. Um den Südpol wurden 1.600.000 Kubikkilometer Wassereis gefunden. Jenseits der Polarregionen befinden sich ausladende Areale mit nicht-polarem Wassereis.
In höheren mittleren Breiten bleibt Wassereis bereits stabil, wenn es in Untergrundtiefen zwischen einem und zwei Metern gelagert wird. In entsprechend größeren Tiefen überdauert es auch näher am Äquator. Darum gibt es im Deuteronilus Mensae unterirdische Eisvorkommen, die sich über viele hundert Kilometer hinziehen. Selbst unter den Sedimentdecken des äquatorial gelegenen Valles Marineris befinden sich 1.000.000 Kubikkilometer Wassereis. Die beiden letztgenannten Wassereisdepots werden als fossiles Eis gedeutet. Es konnte sich halten, weil es (ähnlich wie irdisches Toteis) am Ende einer Vergletscherungsphase von Schutt und Sanden überdeckt wurde. Aus dem Vorhandensein von derlei fossilem, nichtpolaren Wassereis kann geschlossen werden, dass der Mars zumindest eine Eiszeit durchlaufen hat: In seiner Vergangenheit trug der Planet mindestens einmal eine subaerische Kryosphäre, die bis in die Äquatorialzone reichte. Heute besitzt er noch eine verringerte und vor allem subterrane Kryosphäre. Frei zutage tritt sein Wassereis nur in kleinen Arealen in den Polargebieten.
Es wurden Hinweise gefunden, dass es auf dem Mars vor 3,7 Milliarden Jahren aus Wolken schneite. Als die Lufttemperaturen stiegen, wurden die liegenden Schneemassen geschmolzen. Daraufhin stürzten Schmelzwässer zu Tal, die lange Täler auswuschen.
| Wasser des Mars                                            |
| ---------------------------------------------------------- |
| - Kristallwasser - Wassereis - Flüssigwasser - Wasserdampf |

#### Asteroidenhauptgürtel
Im Asteroidenhauptgürtel – im Übergangsbereich von äußerem zu innerem Sonnensystem – wurde ebenfalls Wassereis gefunden. Es befindet sich an den Oberflächen der Asteroiden Themis und Cybele. Auch der Zwergplanet Ceres besitzt eventuell Wassereis. Es liegt dann in unterirdischen Schichten vor und tritt an zwei Stellen offen zutage, so dass von ihm Wasserdampf sublimieren kann, dieses wurde nachgewiesen.
| Wasser des Asteroidenhauptgürtels          |
| ------------------------------------------ |
| - Kristallwasser - Wassereis - Wasserdampf |

#### Äußeres Sonnensystem
Eine Reihe Himmelskörper des äußeren Sonnensystems besitzt global durchgehende Kryosphären. Zwischen Jupiter- und Neptunorbit kommen sie auf Monden der vier Gasplaneten vor. Im transneptunischen äußeren Sonnensystem (jenseits des Neptunorbits) existieren die Kryosphären auf Zwergplaneten und ihren Monden. Deren Eis wird nicht immer überwiegend von Wassereis gebildet. Andere Eistypen können mehrheitlich vorhanden sein, zum Beispiel Ammoniakeis, Kohlenmonoxideis, Methaneis, Stickstoffeis oder Trockeneis.

##### Monde und Zwergplaneten
| Gruppe | Himmelskörper                                          |
| --- | ------------------------------------------------------ |
| Jupitermonde | Europa, Ganymed, Kallisto.                             |
| Saturnmonde1 | Dione, Enceladus, Iapetus, Mimas, Rhea, Tethys, Titan. |
| Uranusmonde | Ariel, Miranda, Oberon, Titania, Umbriel.              |
| Neptunmonde | Triton.                                                |
| Transneptunische Objekte | Charon2, Haumea3, Ixion4, Orcus5, Quaoar6, Sedna.4     |
| 1: Die Oberflächen der beiden großen unregelmäßig geformten Saturnmonde Hyperion und Phoebe sind ebenfalls aufgebaut aus verunreinigten Wassereiskörnern. 2: Die Kryosphäre des zugehörigen Zwergplaneten Pluto besitzt keinen ähnlich hohen Wassereisanteil. 3: Kryosphäre aus etwa 60 % Wassereis. Die beiden zugehörigen Monde Hiʻiaka und Namaka besitzen ebenfalls Oberflächen hauptsächlich aus Wassereis. 4: Kryosphäre aus etwa 10 % Wassereis. 5: Kryosphäre aus etwa 20 % Wassereis. Die Kryosphäre des zugehörigen Mondes Vanth besitzt keinen ähnlich hohen Wassereisanteil. 6: Kryosphäre aus 22 % Wassereis. |                                                        |

| Wasser des äußeren Sonnensystems          |
| ----------------------------------------- |
| - Wassereis - Flüssigwasser - Wasserdampf |

##### Ring-Objekte

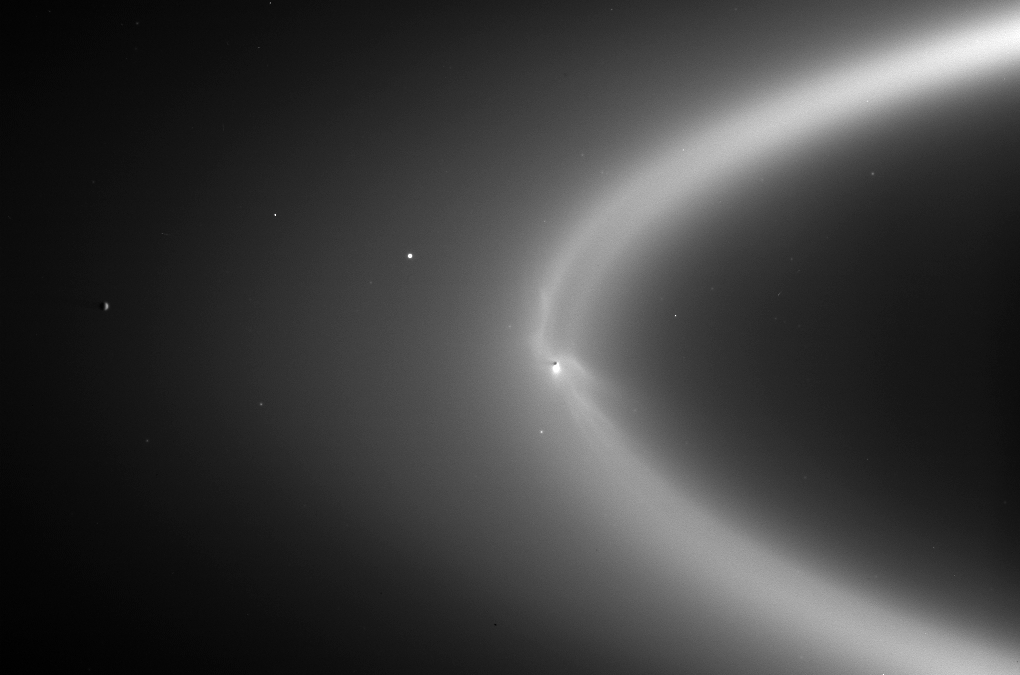
Die Wassereis-Partikel des Saturn-E-Rings stammen vom Saturnmond Enceladus.

Die Kleinkörper der Saturnringe (Ring-Objekte) bestehen aus fast reinem Wassereis (mindestens 90 %). Die mikroskopisch kleinen Ring-Objekte des E-Rings sind ein wieder gefrorener Anteil des Wassers, das von den Kryovulkanen des Saturnmonds Enceladus ausgeworfen wurde. Alle Saturnringe beinhalten zusammengenommen und grob geschätzt zwanzig- bis dreißigmal so viel Wasser wie die Erde. Ihr Wassereisreichtum stellt unter den Ringsystemen der Planeten des Sonnensystems eine Besonderheit dar, denn die Ringsysteme von Jupiter, Uranus und Neptun bestehen aus dunkleren Ring-Objekten. Von ihnen wird gemeinhin angenommen, dass sie aus stärker verunreinigtem Wassereis oder überhaupt nicht aus Wassereis aufgebaut sind. Andererseits sind die Ring-Objekte der zwei Ringe des großen Zentauren Chariklo wiederum vor allem aus Wassereis.

##### Kometen
Typische wassereishaltige Kleinkörper des äußeren Sonnensystems sind Kometenkerne. So enthielt der Kometenkern des Kometen C/1999 S4 zum Zeitpunkt seines Auseinanderbrechens 3,3 Millionen Tonnen Wasser. Kometenkerne werden auch icy dirtballs genannt: Sie bestehen außen aus einer meterdicken Staubkruste, die ein Inneres aus verschiedenen Eistypen einhüllen, zu denen Wassereis gehört. Diese Erkenntnisse vom inneren Aufbau der Kometen wurden anhand von Exemplaren gewonnen, die in das innere Sonnensystem wanderten und Raumsonden zugänglich waren. In jenen wärmeren, helleren und Sonnenwind-stärkeren Regionen können sich Zusammensetzung und Aufbau ihrer Oberflächen stärker verändern. Darum könnte sich die Struktur von Kometenkernen, die noch niemals in das innere Sonnensystem gewandert sind, merklich davon unterscheiden.
Im äußeren Sonnensystem existieren drei verschiedene Gruppen von Kometenkernen: Kometenkerne der Zentauren, Kometenkerne des Kuipergürtels und Kometenkerne der Oort-Wolke. Zwischen Neptunbahn und Jupiterbahn befinden sich einige hundert Zentauren, von denen mindestens zwei Drittel aus Kometenkernen bestehen. Hinter den Zentauren schließen sich hunderte Millionen Kometenkerne des Kuipergürtels an. Ihre Umlaufbahnen liegen jenseits der Neptunbahn. Wenn die Objekte des Kuipergürtels zusammenstoßen, werden Wolken kleinster Partikel abgesprengt. Die Partikel umhüllen vor allem die größeren Brocken wie feiner Nebel. Diese Nebel bestehen zu einem nicht geringen Anteil aus Wassereis.
Ganz außen befinden sich mehrere Milliarden Kometenkerne in der Oort-Wolke. Ungefähr neunzig Prozent der Kerne stammen ursprünglich nicht aus dem eigenen Sonnensystem. Stattdessen wurden sie anderen Planetensystemen gravitativ abgenommen. Dies geschah, als sich die Sonne noch in enger Nachbarschaft mit anderen Sternen in einem gemeinsamen Geburtssternhaufen befand, zu dem beispielsweise auch der Stern HD 162826 gehörte. Demzufolge ist ein Teil des Wassers, das von Kometen in das innere Sonnensystem verfrachtet wird, extrasolaren Ursprungs. Jenes Wasser aus dem interstellaren Raum kann am Isotopenverhältnis von Protium und Deuterium erkannt werden. Im Wasser des Sonnensystems beträgt dieses Verhältnis üblicherweise 6400 Protium-Atome zu 1 Deuterium-Atom. Extrasolares Wasser besitzt davon abweichende Isotopenverhältnisse.
| Wasser der Kometen                        |
| ----------------------------------------- |
| - Wassereis - Flüssigwasser - Wasserdampf |

### Milchstraße

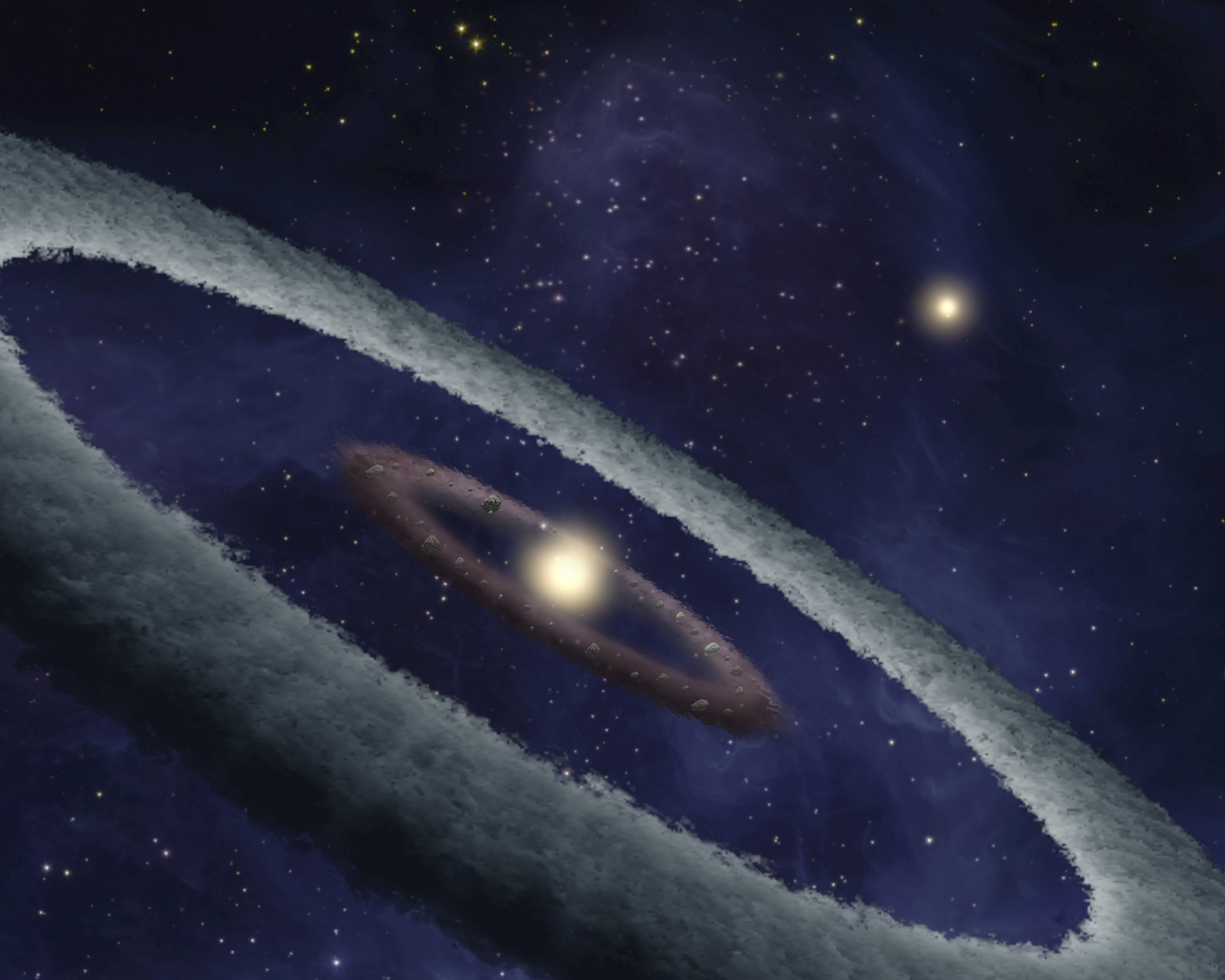
In der protoplanetaren Scheibe des Doppelstern-Systems HD 113766 befindet sich Wassereis (künstlerische Darstellung).

Innerhalb der Milchstraße ist das Sonnensystem nicht der einzige Ort mit Wassereis. Als Teil der Eismäntel von Myriaden interstellarer Staubteilchen befindet sich Wassereis fein verteilt in prästellaren Wolkenkernen, wie etwa Lynds 1544. Das Wasser des dortigen Eises könnte die Meere der Erde drei Millionen Mal füllen. In ähnlicher Form existiert Wassereis in den kühleren Außenbereichen protoplanetarer Scheiben, wie zum Beispiel in der Scheibe um den Stern TW Hydrae. Dort kann es zu Kometenkernen verbacken werden. Bisher sind zehn einzelne solcher Exokometen entdeckt worden und Spuren kollidierender Exokometen wurden beim Stern Beta Pictoris gefunden. Außerdem wurde ein massenhaftes Eindringen sehr vieler Exokometen (Kometensturm) für die inneren Bereiche des Planetensystems vom Stern Eta Corvi belegt.
Kometen können aus gürtelförmigen Regionen stammen, die den Außenrand von Planetensystemen begrenzen (äußere Kometengürtel). Die Regionen können mehrere Millionen Kleinkörper beinhalten – darunter sehr viele wassereishaltige Kometenkerne. Im Sonnensystem trägt diese Region den Namen Kuipergürtel. Ähnliche äußere Kometengürtel wurden beobachtet um die Sterne Wega, TW Piscis Austrini (Fomalhaut B), LP 876-10 (Fomalhaut C) und HR 8799.
Wassereis kommt vermutlich in neptunähnlichen Exoplaneten vor. Solche Himmelskörper besitzen ausgedehnte Planetenkerne. Die Kerne könnten zu einem wesentlichen Teil aus Wassereis gebaut sein. Ein Beispiel eines neptunähnlichen Exoplaneten heißt OGLE-2005-BLG-169L b, drei weitere umrunden den Stern HD 69830.
Wassereis ist wahrscheinlich auch auf erdähnlichen Exoplaneten vorhanden. So wird davon ausgegangen, dass der steinerne Kern des erdähnlichen Exoplaneten OGLE-2005-BLG-390L b mit einem viele Kilometer dicken Eispanzer ummantelt ist. Dies wäre das erste entdeckte Beispiel einer global durchgehenden Kryosphäre außerhalb des Sonnensystems. Es wäre gleichzeitig das erste Beispiel für einen wasserreichen terrestrischen Exoplaneten in kalten Regionen jenseits einer habitablen Zone. Grundsätzlich ist davon auszugehen, dass neptunähnliche und erdähnliche Exoplaneten sehr häufig in Planetensystemen vorkommen und die Mehrheit der Exoplaneten bilden. Demzufolge sollte Wassereis in vielen Planetensystemen kein seltener Stoff sein.
| Wasser der Milchstraße                    |
| ----------------------------------------- |
| - Wassereis - Flüssigwasser - Wasserdampf |

## Flüssigwasser
Die Gesamtheit des Flüssigwassers eines Himmelskörpers heißt Aquasphäre. Eine Aquasphäre kann einen ganzen Himmelskörper einschließen. Dann bildet sich eine global durchgehende Aquasphäre – eine schalenförmige Hohlkugel aus Flüssigwasser. Eine Aquasphäre kann aber auch ausschließlich an bestimmten Orten eines Himmelskörpers überdauern. Dann bildet sich eine regional begrenzte Aquasphäre.
Damit Flüssigwasser an einer Planetenoberfläche langfristig existieren kann, muss sich ein wasserreicher terrestrischer Planet (oder ein terrestrischer Mond eines Planeten) innerhalb der habitablen Zone seines Zentralgestirns bewegen: In einem bestimmten Abstand vom Stern ist dessen Beleuchtungsstärke nicht zu stark, um Wasser noch von der Planetenoberfläche gänzlich verdampfen zu lassen. Aber sie ist auch nicht zu schwach, dass es schon vollständig zu Eis erstarrt. Wasser bleibt nur innerhalb eines engen Temperaturbereichs flüssig, unter Normalluftdruck zwischen 0 °C und 100 °C. Darum ist die habitable Zone eines Planetensystems im Verhältnis zu seiner Gesamtausdehnung ein sehr enger Bereich.

### Sonnensystem
Gemessen an der Gesamtausdehnung des Sonnensystems, wird hier flüssiges Wasser extrem selten angetroffen, denn auch in diesem Planetensystem besitzt die habitable Zone keine große Ausdehnung.

#### Inneres Sonnensystem
Die einzigen bisher direkt beobachteten Vorkommen von Flüssigwasser befinden sich auf zwei Himmelskörpern des inneren Sonnensystems, auf Erde und Mars. Vermutlich besaß einst auch die Venus Flüssigwasser an ihrer Oberfläche. Es verschwand jedoch schon vor 3,5 Milliarden Jahren.

##### Erde
Von allen Himmelskörpern des Sonnensystems besitzt ausschließlich die Erde eine subaerische Aquasphäre. Nur hier kommt Flüssigwasser dauerhaft, massenhaft und direkt an der Planetenoberfläche vor. Flüssigwasser sammelt sich in den irdischen Ozeanen zu Schichten von mehreren Kilometern Dicke. Darüber hinaus findet es sich in subglazialen Seen, Böden, Wasserwolken und in flüssigen Niederschlägen: Die Erde bewegt sich innerhalb der habitablen Zone.
| Wasser der Erde                                                                    |
| ---------------------------------------------------------------------------------- |
| - Kristallwasser - Wassereis - Flüssigwasser - Wasserdampf - Überkritisches Wasser |

##### Mars

Während des Sommers auf der Mars-Südhalbkugel entstehen an sonnenexponierten Hängen recurring slope lineae. Sie deuten vermutlich auf salziges Flüssigwasser hin, das nahe der Oberfläche unterirdisch zu Tal fließt.

Die Aquasphäre des Planeten Mars durchlebte eine wechselvolle Geschichte. In der Frühzeit des Planeten herrschten Oberflächentemperaturen, die Flüssigwasser zuließen. Diverse Minerale in Marsmeteoriten stützen diese These. In ihnen wurden zum Beispiel Carbonate, Schichtsilikate und Iddingsite entdeckt, für deren Bildung die Anwesenheit von Flüssigwasser nötig scheint. Das Gleiche gilt für Magnesiumsulfate, Tonminerale, Calciumsulfate und Smektite, die auf der heutigen Marsoberfläche immer noch gefunden werden. Die höheren Oberflächentemperaturen der Mars-Frühzeit wurden durch Schwefeldioxid gewährleistet. Das Treibhausgas war von Vulkanen vorübergehend in die Marsatmosphäre gebracht worden. Bestimmte Ablagerungen deuten darauf hin, dass vor mehr als drei Milliarden Jahren Seen und Flussdeltas existierten. Viele Flüsse könnten in einen Ozean gemündet haben, der damals vermutlich einen Großteil der Nordhalbkugel bedeckte. Der Ozean besaß sehr niedrige Wassertemperaturen, war an vielen Stellen von Meereis bedeckt und wurde von Gletschern eingefasst.
Von jener subaerischen Aquasphäre ist heute nichts mehr übrig. Die letzten freien Wasserflächen verschwanden vor ungefähr einer Milliarde Jahren. Wegen des sehr niedrigen Luftdrucks des heutigen Mars würde Flüssigwasser an seiner Oberfläche schnell gefrieren oder verdampfen. Die Gründe für den niedrigen Luftdruck – und somit für die Wasserarmut – reichen in die Frühphase des Sonnensystems zurück. Gemäß der Hypothese des Grand Tack (Große Wende) stehen sie insbesondere im Zusammenhang mit dem Riesenplaneten Jupiter: In der protoplanetaren Scheibe des Sonnensystems hatte Jupiter schon nach wenigen Millionen Jahren fast seine volle Größe erreicht. Zudem begann er, in das innere Sonnensystem zu wandern. Die Einwanderung des Jupiter verwirbelte die Planetesimale der inneren protoplanetaren Scheibe. Sie aggregierten zu ungefähr zwanzig Planetenembryonen. Als Jupiter bis auf etwa anderthalb Astronomische Einheiten an die Sonne herangekommen war, drehte sich seine Wanderungsrichtung um. Das lag am Planeten Saturn, der inzwischen ebenfalls herangewachsen war und nun mit seiner Schwerkraft den ersten Riesenplaneten wieder nach außen zog. Während der Rückmigration wurde das innere Sonnensystem nochmals durchgewirbelt. Planetenembryonen und übrig gebliebene Planetesimale kollidierten miteinander, stürzten in die Sonne oder wurden aus dem Sonnensystem geschleudert. Die meisten Objekte sammelten sich in einem Sonnenabstand von bis zu einer Astronomischen Einheit. Dort ließen sie die Planeten Merkur, Venus und Erde aggregieren. Ein anderer Planetenembryo fand sich auf einer Bahn wieder, die bei anderthalb Astronomischen Einheiten um das Zentralgestirn führte. Er bewegte sich zu weit außen, um durch einschlagende Objekte noch signifikant an Masse zu gewinnen. Dieser überdauernde Planetenembryo war der Mars. Deshalb besitzt er nur 11 % der Masse der Erde. Seine geringe Masse, sein geringes Volumen und seine Umlaufbahn – die alle drei ursächlich auf die Wanderung des Jupiter zurückgehen – werden als Hauptgründe für die heutige Wasserarmut gesehen:
- Eine geringere Masse übte eine geringere Schwerkraft aus. Teilchen der Marsatmosphäre konnten leichter in den Weltraum verdriften, nachdem sie von der Sonne erwärmt und beschleunigt worden waren.[137]
- Ein kleinerer Körper kühlte schneller aus. Ohne ausreichend Wärme kamen Konvektionsströme im eisenreichen Planetenkern zum Erliegen.[138] Der Mars verlor sein globales Magnetfeld schon während der ersten 500 Millionen Jahre.[139] Ohne Magnetfeld war die Atmosphäre nicht mehr abgeschirmt vom Sonnenwind. Der Sonnenwind konnte Teilchen der Marsatmosphäre in den Weltraum reißen.[140][141]
- Wegen seiner Nähe zum Asteroidenhauptgürtel wurde der Mars häufiger von Hauptgürtelasteroiden impaktiert als andere Himmelskörper des Sonnensystems. Jeder Impakt schleuderte einen Teil der Atmosphäre hinaus, die er wegen seiner geringen Schwerkraft kaum zurückhalten konnte.[142]

Der Mars hat bis zu neunzig Prozent seiner Atmosphäre verloren. Im Zuge dessen verschwand eine Wassermenge, die ausreichen würde, um seine gesamte Oberfläche mehrere zehn Meter tief zu bedecken. Die aktuellen Flüssigwasservorkommen des Mars haben nur noch geringen Umfang. Jüngste Schmelzwasserströme scheinen vor 200.000 Jahren geflossen zu sein. Immerhin könnten sich während des Sommers heute noch Flüssigwasser-Taschen im oberen Wassereis ausschmelzen. Vor allem existiert Flüssigwasser als Adsorptionswasser der Lockersedimente in niederen und mittleren Breiten. Besonders hohe Adsorptionswasserkonzentrationen konnten in den Sedimenten von Arabia Terra und Hellas Planitia gemessen werden.
Freie Tröpfchen aus Salzwasser kommen schon in sehr geringen Tiefen vor. In den Tröpfchen sind Perchlorate gelöst, die den Gefrierpunkt der Tröpfchen senken. So bleibt Wasser bei kalten Umgebungstemperaturen länger flüssig. Während des marsianischen Südsommers taut der Untergrund an sonnenexponierten Hängen. Daraufhin können dort recurring slope lineae beobachtet werden. Der Begriff bedeutet übersetzt etwa „wiederkehrende Linienstruktur an Abhängen“ und bezeichnet dunkle Linien auf der Marsoberfläche mit typischen fingrigen Verläufen. Sie sind wahrscheinlich auf unterirdisch hangabwärts strömendes Salzwasser zurückzuführen.
Wenige Schlammtröpfchen aus Perchlorat-haltigem Salzwasser sind die bisher einzigen fotografischen Belege für Flüssigwasser jenseits der Erde.
| Wasser des Mars                                            |
| ---------------------------------------------------------- |
| - Kristallwasser - Wassereis - Flüssigwasser - Wasserdampf |

#### Äußeres Sonnensystem
Im äußeren Sonnensystem wird flüssiges Wasser auf einigen Monden und Kometen vermutet. Der Nachweis von Flüssigwasser ist bislang allerdings nur indirekt möglich.
| Wasser des äußeren Sonnensystems          |
| ----------------------------------------- |
| - Wassereis - Flüssigwasser - Wasserdampf |

##### Monde
In den kalten Weiten des äußeren Sonnensystems, auf den Jupitermonden Europa und Ganymed sowie den Saturnmonden Enceladus und Titan, ist Flüssigwasser mit hoher Wahrscheinlichkeit unter Eisschichten verborgen. Es wird vermutet, dass ihre Aquasphären subglazial und tief sind, also durch viele Kilometer Wassereis nach außen abgeschottet werden. Nach neueren Hinweisen könnten auch der Jupitermond Kallisto, der Saturnmond Dione, die Uranusmonde Titania und Oberon, sowie der Neptunmond Triton Flüssigwasser unter ihrer Eisschicht verbergen.
Eine subglaziale, tiefe und global durchgehende Aquasphäre befindet sich mit großer Sicherheit auf dem Jupitermond Europa. Europas Aquasphäre könnte bis zu 100 km Mächtigkeit besitzen. Innerhalb des subglazialen Ozeans formen sich Konvektionsströme, die das überlagernde Eis in Bewegung versetzen und in Platten zerbrechen. Neben dem Planeten Erde ist der Mond Europa der einzige bisher bekannte Himmelskörper mit einer aktiven Plattentektonik.
Eine ähnliche Aquasphäre wird auch für den Jupitermond Ganymed vermutet. Die äußeren Schichten von Ganymed könnten aus mehreren Wassereishüllen bestehen. Die einzelnen Wassereishüllen wären dann durch viele Kilometer mächtige Flüssigwasserschichten voneinander getrennt. Ganymeds Flüssigwasser ist salzhaltig, enthält wahrscheinlich Magnesiumsulfat. Je tiefer eine Flüssigwasserschicht liegt, desto dichter wäre sie und desto höher wäre ihr Salzgehalt.
Eine subglaziale, tiefe und regional begrenzte Aquasphäre existiert sehr wahrscheinlich an der Südpolregion des Saturnmonds Enceladus. Sie führt Salzwasser. Auch für den Saturnmond Titan kann eine subglaziale, tiefe und global durchgehende Aquasphäre angenommen werden, die ebenfalls salzhaltig ist.
Die Energie zum Schmelzen des Wassereises ist bei allen vier Monden geothermischen Ursprungs, die aus den Inneren der Himmelskörper stammt. Es wird davon ausgegangen, dass die Hitze zumeist durch Gezeitenkräfte erzeugt wird. Die Schwerkräfte der Riesenplaneten und der Nachbarmonde führen zu Verformungen der Mondkörper, wodurch deren innere Materialien gegeneinander reiben. Wegen der Reibung werden Teile der Bewegungsenergie in thermische Energie gewandelt – zu Gezeitenwärme.
Dieses einfache Gezeitenwärme-Modell muss jedoch für Enceladus und Ganymed noch ergänzt werden. Beide Monde emittieren mehr thermische Energie, als sie auf ihren derzeitigen Umlaufbahnen aus Gezeitenkräften wandeln können. Bei Enceladus wird angenommen, dass der Mond erst kürzlich von einer leicht anderen Umlaufbahn auf seinen jetzigen Orbit eingeschwenkt ist. Die heute messbaren Energiewerte wären dann das Nachglimmen der zuvor stärker erzeugten Gezeitenwärme. Bei Ganymed könnte die thermische Energie aus Zerfallswärme stammen. Sie rührt von radioaktiven Stoffen her, die im Mondinneren gelagert sind.

##### Kometen

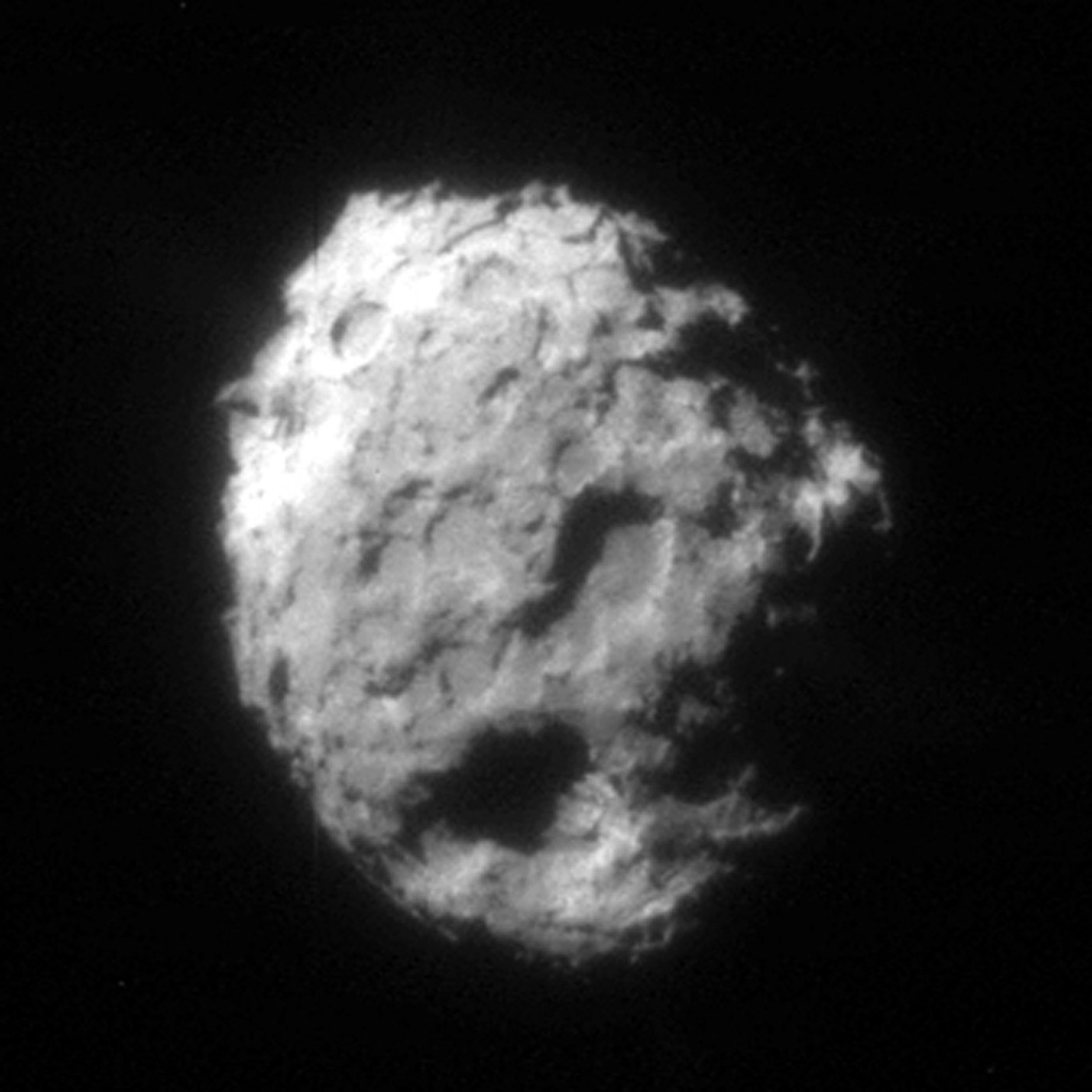
Zumindest in Anteilen war einst das Wasser des Kerns des Kometen Wild 2 flüssig.

Sogar die icy dirtballs von Kometen gingen durch mindestens eine Phase, in der Teile ihres Wassers vorübergehend vom festen in den flüssigen Aggregatzustand wechselten. Dies wurde anhand winziger Cubanit-Körnchen belegt, die aus dem Schweif des Kometen Wild 2 gewonnen werden konnten. Derlei Eisenkupfersulfid bildet sich nur, wenn die dafür nötigen Ausgangsstoffe zuvor in Flüssigwasser gelöst werden. Falls das Cubanit tatsächlich im Kometen selbst entstanden sein sollte, müssten zumindest Anteile des Kometenkerns für etwa ein Jahr aufgeschmolzen gewesen sein. Die Energie zum Aufschmelzen könnte aus verschiedenen Energiequellen stammen:
- Die Kometenkerne könnten irgendwann mit anderen Himmelskörpern kollidiert sein. Dann wären Teile der Bewegungsenergie in thermische Energie gewandelt worden, die Zonen um die Einschlagkrater hätte aufschmelzen können.[164]
- Wenn ein Komet auf einen Orbit gerät, der ihn in Sonnennähe bringt, könnten Lagen des Kometenkerns unterhalb seiner Oberfläche aufschmelzen. Dies könnte sich bei jeder Sonnenannäherung wiederholen.[165]
- In der Frühzeit des Sonnensystems könnte Zerfallswärme die Kometenkerne für ungefähr eine Million Jahre umfangreich aufgeschmolzen haben.[165][164] Dafür wären radioaktive Stoffe nötig gewesen, die wiederum aus Supernovae stammen, die in der Nähe des Sonnensystems stattgefunden haben müssten.[166][167][168] Nach dem derzeitigen Forschungsstand ist allerdings nicht sicher, ob solche Supernovae tatsächlich stattfanden.[169]

| Wasser der Kometen                        |
| ----------------------------------------- |
| - Wassereis - Flüssigwasser - Wasserdampf |

### Milchstraße

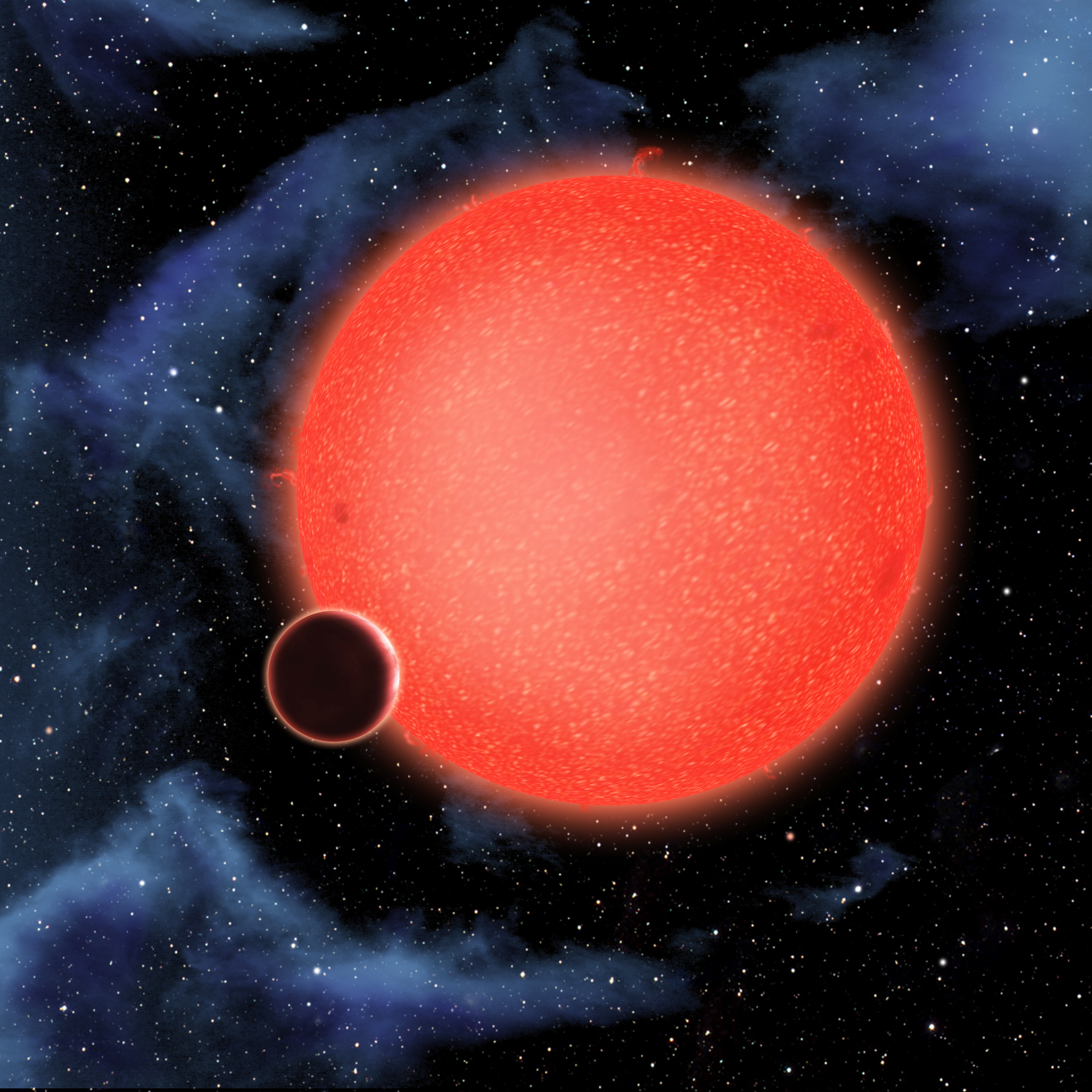
Der Exoplanet GJ 1214 b umkreist einen roten Zwergstern. Auf der Planetenoberfläche können vermutlich heiße Ozeane aus Flüssigwasser existieren (künstlerische Darstellung).

Direkte Hinweise auf Flüssigwasser wurden innerhalb der Milchstraße jenseits des Sonnensystems noch keine entdeckt. Von allen bisher gefundenen Exoplaneten werden wenige mit gewissen Wahrscheinlichkeiten von Flüssigwasser ganz oder teilweise eingehüllt – und damit als potentiell bewohnbar eingestuft. Zu dieser Gruppe gehört beispielsweise der 11,5 Milliarden Jahre alte Planet Kapteyn b. Weiterhin befinden sich vielleicht kochend heiße Ozeane auf dem Exoplaneten GJ 1214 b.
Aquasphären solcher Wasserplaneten können über einhundert Kilometer Dicke erreichen. Tiefer als ungefähr 150 Kilometer können Aquasphären allerdings nicht werden, denn noch tiefere Wasserschichten würden durch den Druck des überlagernden Wassers ihren Aggregatzustand von flüssig nach fest wechseln. Derlei Hochdruckeis wäre aber nicht kalt, sondern sehr heiß und könnte sogar weiß glühen.
Neben dieser älteren Vorstellung bildete sich inzwischen eine neue Meinung über das Aussehen von Wasserplaneten. Die neue Meinung geht nicht mehr davon aus, dass der gesamte Exoplanet von einer gewaltigen Aquasphäre eingehüllt sein muss. Stattdessen soll auch bei sehr wasserreichen Exoplaneten ein Großteil des Wassers in seinem Inneren (im Planetenmantel) gelagert werden. Der Wassertransport ins Planeteninnere soll ähnlich geschehen wie auf der Erde – durch Subduktion ozeanischer wasserhaltiger Lithosphäre. Auf diesem Weg könnte sehr viel Wasser von der Oberfläche entfernt werden, so dass sogar Kontinente mit trockenem Festland denkbar wären.
Außerdem können sich Aquasphären noch unterhalb von oberflächlichen, global durchgehenden Kryosphären befinden – so wie es etwa für den Jupitermond Europa angenommen wird. Eine solche subglaziale Aquasphäre kann für den Exoplaneten OGLE 2005-BLG-390L b vermutet werden.
| Wasser der Milchstraße                    |
| ----------------------------------------- |
| - Wassereis - Flüssigwasser - Wasserdampf |

## Wasserdampf
Wasserdampf entsteht überall dort, wo Flüssigwasser verdunstet oder Wassereis sublimiert. Beide Vorgänge benötigen Energie. Im Inneren eines Planetensystems kann die Energie durch das Sonnenlicht geliefert werden, das dort noch eine verhältnismäßig große Beleuchtungsstärke besitzt. Im äußeren Planetensystem können nur andere Energiequellen Wasserdampf generieren. Infrage kommen hierzu geothermische Prozesse und Impakte.

### Sonnensystem
Wasserdampf ist zwar der flüchtigste Aggregatzustand des Wassers. Im Sonnensystem wird er aber ab einem Abstand von ungefähr einer Astronomischen Einheit zur Sonne regelmäßig angetroffen.

#### Inneres Sonnensystem
Im inneren Sonnensystem kann Wasserdampf in den Atmosphären von Mars und Erde gefunden werden. Er wird weiterhin freigesetzt, wenn Kometen in diese Region vordringen. Wahrscheinlich besaß einmal die Venus ebenfalls Wasserdampf. Er verflüchtigte sich jedoch schon vor 3,5 Milliarden Jahren in den Weltraum, weil die Venusatmosphäre durch die nahe Sonne stark erhitzt wurde.

##### Erde
Die Atmosphäre der Erde ist im Mittel sehr wasserdampfreich. Der größte Teil des Wasserdampfs verbleibt in der Troposphäre. Dort kondensiert er mitunter zu Wasserwolken beziehungsweise resublimiert zu Eiswolken (→ Wolken). In der Erdatmosphäre befinden sich zu jedem Zeitpunkt ungefähr 13.000 Kubikkilometer Wasser.
| Wasser der Erde                                                                    |
| ---------------------------------------------------------------------------------- |
| - Kristallwasser - Wassereis - Flüssigwasser - Wasserdampf - Überkritisches Wasser |

##### Mars

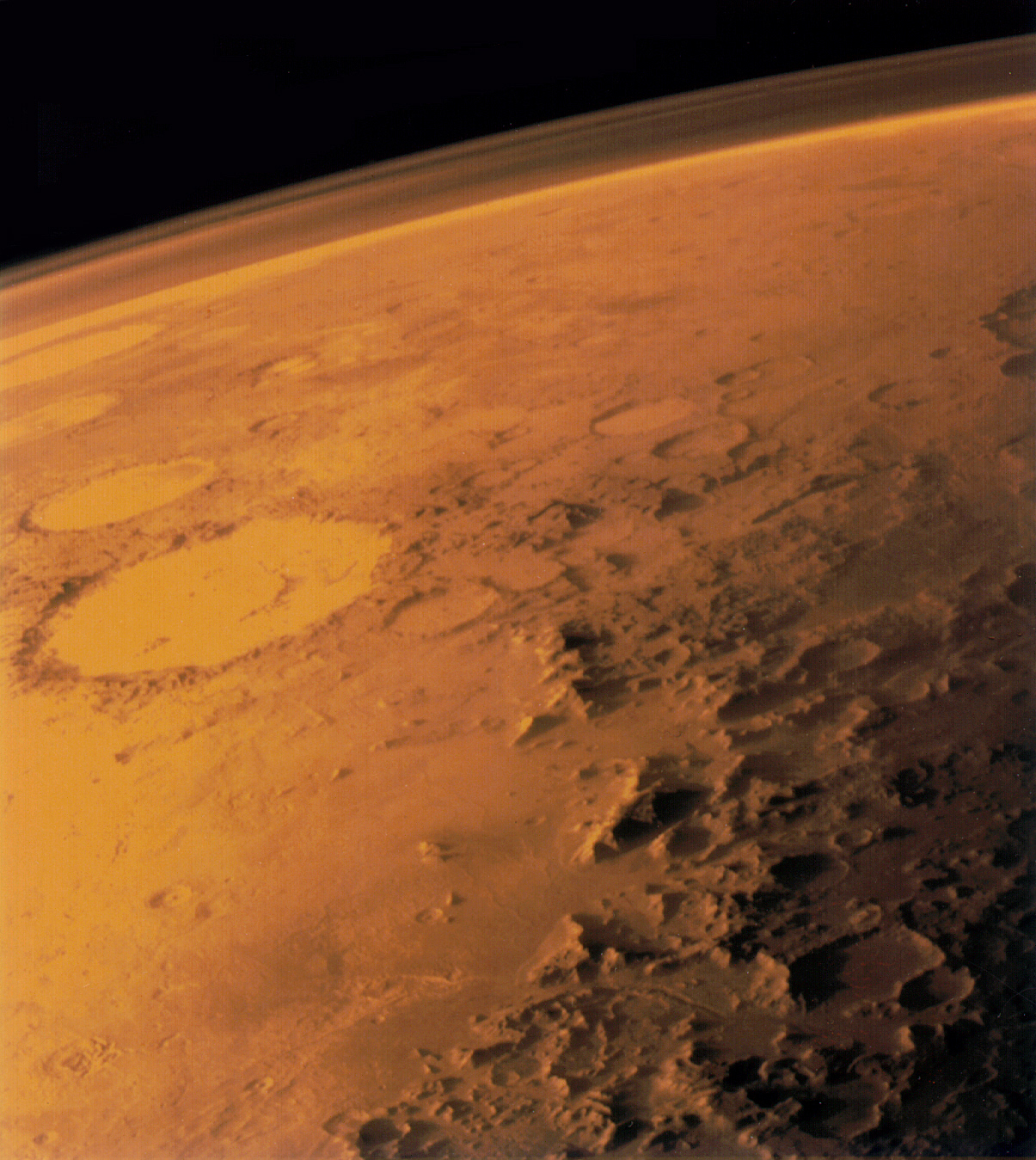
Die Atmosphäre des Planeten Mars enthält Wasserdampf.

Auch die Atmosphäre des Mars enthält größere Mengen Wasserdampf, sogar mehr Wasserdampf als die Atmosphäre der Erde oberhalb der Troposphäre. Der Wasserdampf resublimiert in Höhen zwischen zehn und dreißig Kilometern zu dünnen Cirruswolken.
| Wasser des Mars                                            |
| ---------------------------------------------------------- |
| - Kristallwasser - Wassereis - Flüssigwasser - Wasserdampf |

##### Kometen
Auf ihren Wegen in das innere Sonnensystem queren Kometen irgendwann die Marsbahn. Damit stoßen sie in den Bereich mit verhältnismäßig hoher Sonnenbeleuchtungsstärke und großer Sonnenwinddichte vor. Dann entweichen aus Spalten in der Kometen-Staubkruste die Stoffe des darunter liegenden Kometeneises. Sie sublimieren, schießen in den Weltraum hinaus und bilden Kometenkoma und -schweif. Zu den sublimierten Stoffen gehört viel Wasserdampf.
| Wasser der Kometen                        |
| ----------------------------------------- |
| - Wassereis - Flüssigwasser - Wasserdampf |

#### Asteroidenhauptgürtel
Im Asteroidenhauptgürtel wurde Wasserdampf um den Zwergplaneten Ceres entdeckt. Der Wasserdampf entweicht von zwei Stellen seiner Oberfläche. Es werden ungefähr sechs Kilogramm Wasser pro Sekunde in den Weltraum gestoßen. Der Wasserdampf könnte aus Wassereis sublimiert werden oder von Kryovulkanen stammen. Ebenfalls im Asteroidenhauptgürtel befinden sich die Objekte 133P/Elst-Pizarro und 238P/Read, von denen Wasserdampf aus Wassereis sublimiert. Ebenso verlieren die Himmelskörper 176P/LINEAR und 259P/Garradd Wasserdampf. Bei Phaethon stammt das Gas aus der Dehydratisierung von Kristallwasser.
| Wasser des Asteroidenhauptgürtels          |
| ------------------------------------------ |
| - Kristallwasser - Wassereis - Wasserdampf |

#### Äußeres Sonnensystem

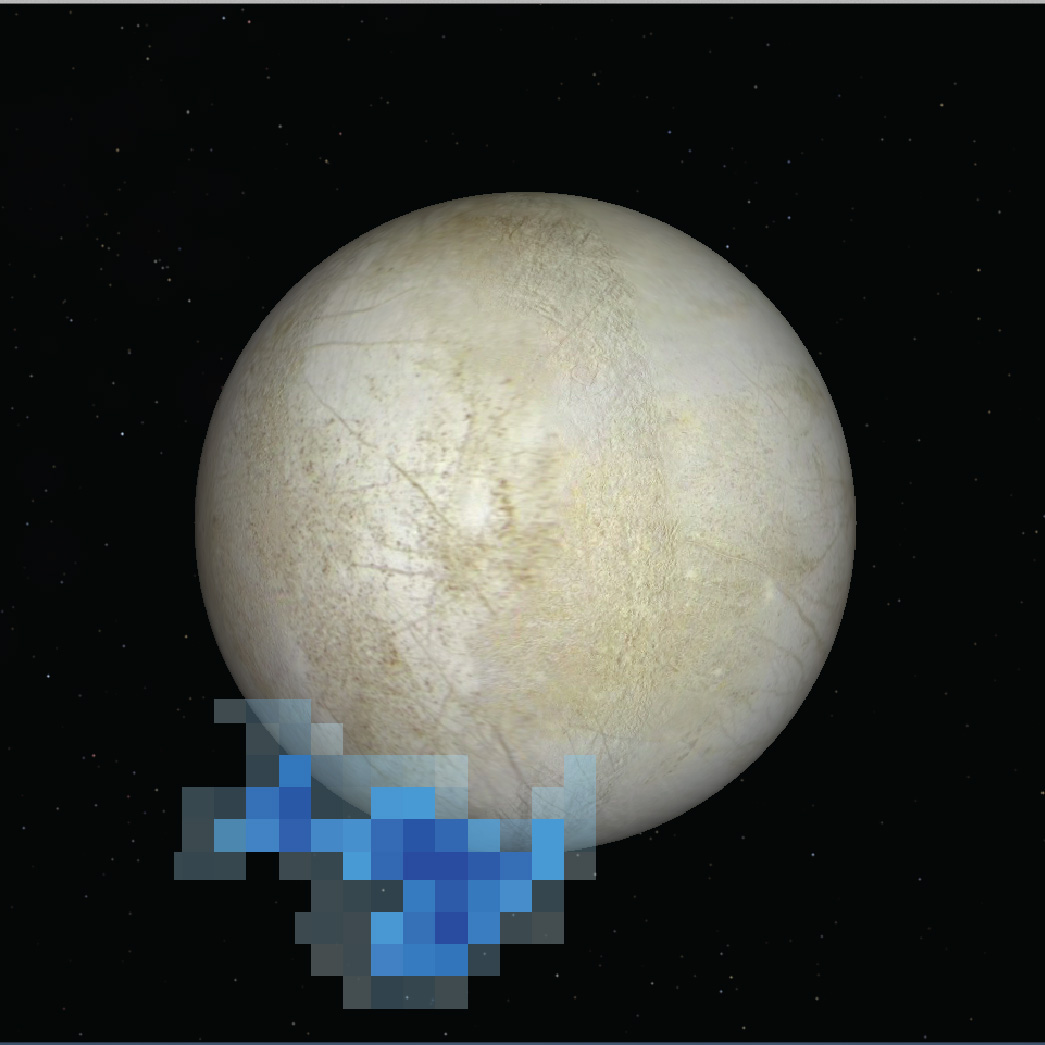
Wasserdampffontänen über der Südpolregion des Jupitermonds Europa.

Aus dem System des Planeten Jupiter sind Wasserdampfvorkommen bekannt. In der Südpolregion seines Mondes Europa erreichen gelegentlich empor schießende Fontänen aus Wasserdampf bis zu 200 Kilometer Höhe.
Auch in der Stratosphäre des Planeten wurde Wasserdampf beobachtet: Mitte Juli 1994 waren die Bruchstücke des Kometen Shoemaker-Levy 9 eingeschlagen. Das Wasser des Kometen verteilte sich anschließend als Wasserdampf in der Jupiterstratosphäre. Dort stellt es 95 Prozent allen Wasserdampfs. Die Wasserdampfkonzentrationen erreichen auf der Südhalbkugel zwei- bis dreimal höhere Werte als auf der Nordhalbkugel. Der Wasserdampf kann zu Wassereiswolken resublimieren.
Im Saturnsystem existiert Wasserdampf ebenfalls an mehreren Orten. Er befindet sich in der Atmosphäre des Gasplaneten. Dort resublimiert der Dampf zu Wassereiswolken. Wasserdampf schwebt zudem über dem Saturnmond Enceladus und stammt aus dem kryovulkanischen Exhalat von ungefähr einhundert Geysiren. Der Dampf verdriftet und bildet das Ausgangsmaterial für eine riesige Hydroxylwolke in der Nähe des Saturn. Außerdem existiert Wasserdampf in der Atmosphäre des Saturnmonds Titan.
Es wird weiterhin davon ausgegangen, dass sich in tieferen Atmosphärenschichten von Uranus und Neptun ebenfalls Wasserdampf befindet, der genauso zu Wassereiswolken resublimiert. Bei allen vier Gasplaneten wurde der Wasserdampf wahrscheinlich größtenteils durch einschlagende Kleinkörper herangebracht.
| Wasser des äußeren Sonnensystems          |
| ----------------------------------------- |
| - Wassereis - Flüssigwasser - Wasserdampf |

### Milchstraße
Hinter den Grenzen des Sonnensystems existiert der Wasserdampf der Milchstraße in protoplanetaren Scheiben. So sublimiert er aus fein verteiltem Wassereis. Beispiele sind die Scheiben der Sterne AS 205A, DR Tau und HD 113766. Wasserdampf findet sich weiterhin in den Kometenschweifen der entdeckten Exokometen. In den Atmosphären erdähnlicher Exoplaneten wurde bisher allerdings noch kein Wasserdampf gefunden. Dies könnte vor allem an den Schwierigkeiten liegen, atmosphärische Messdaten von solch kleinen und weit entfernten Objekten zu gewinnen. Dementsprechend konnte Wasserdampf bisher allein in den Gashüllen einiger jupiterähnlicher Exoplaneten ausgemacht werden, nämlich bei HD 189733 b, HD 209458 b, XO-1b, WASP-12 b, WASP-17 b, WASP-19 b und Tau Bootis b. In der kalten Atmosphäre des Braunen Zwergs WISE J085510.83-071442.5 resublimiert Wasserdampf zu Wassereiswolken.

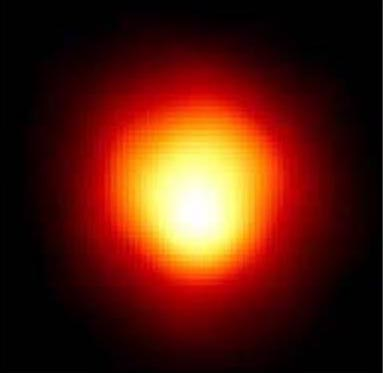
In der MOLsphäre des roten Überriesensterns Beteigeuze wird Wasser synthetisiert.

Darüber hinaus wird Wasserdampf neu in den Atmosphären roter Riesensterne und roter Überriesensterne gebildet. Bei ihnen befindet sich außerhalb von Photosphäre und Chromosphäre eine Schicht, die MOLsphäre genannt wird. Sie besitzt mehrere Sterndurchmesser Breite. In ihr sammeln sich kleine Moleküle (CO, CN, SiO) und Staub (Al2O3 und Silicate). Zu den Molekülen gehören auch Hydroxyl (OH) und Wasser (H2O). Das Material für die Stoffe wird von der Sternoberfläche angeliefert. Wahrscheinlich steigt es mit Hilfe riesiger Konvektionszellen auf, vielleicht unterstützt durch Alfvénwellen. Die kleinen Moleküle und der Staub werden weit mehrheitlich erst innerhalb der MOLsphäre aus dem aufgestiegenen Material gebildet. In diesem größeren Abstand zur Sternoberfläche sind die Temperaturen niedrig genug, um die Stoffe nicht sofort wieder zu zersetzen. MOLsphären wurden beim Stern Aldebaran, bei anderen roten Riesen und bei Beteigeuze entdeckt. Wasserdampf wird ebenfalls in der staubreichen Nähe des Sterns IRC +10216 geformt, der als Kohlenstoffstern zu einer besonderen Gruppe roter Riesen gehört.
Wasserdampf kann in interstellaren Nebeln existieren. Sein Vorhandensein wurde in der komprimierenden Region BN-KL des Orionnebels belegt. Dort werden alle 24 Minuten Wassermengen vom Umfang allen irdischen Meerwassers produziert.
Auch in Molekülwolken befindet sich Wasserdampf, so zum Beispiel im prästellaren Wolkenkern Lynds 1544. Der Wolkenkern stellt einen verdichteten Bereich innerhalb der viel größeren Taurus-Molekülwolke dar. In Lynds 1544 befindet sich so viel Wasser, dass damit die irdischen Meere zweitausendmal gefüllt werden könnten. Der Wasserdampf sublimiert aus wassereishaltigen Staubkörnern. Die Energie zur Sublimation stammt aus Strahlung des fernen UV-Bereichs, die aus anderen Zonen der Milchstraße kommt und die Molekülwolke durchwandert.
| Wasser der Milchstraße                    |
| ----------------------------------------- |
| - Wassereis - Flüssigwasser - Wasserdampf |

### Außerhalb der Milchstraße

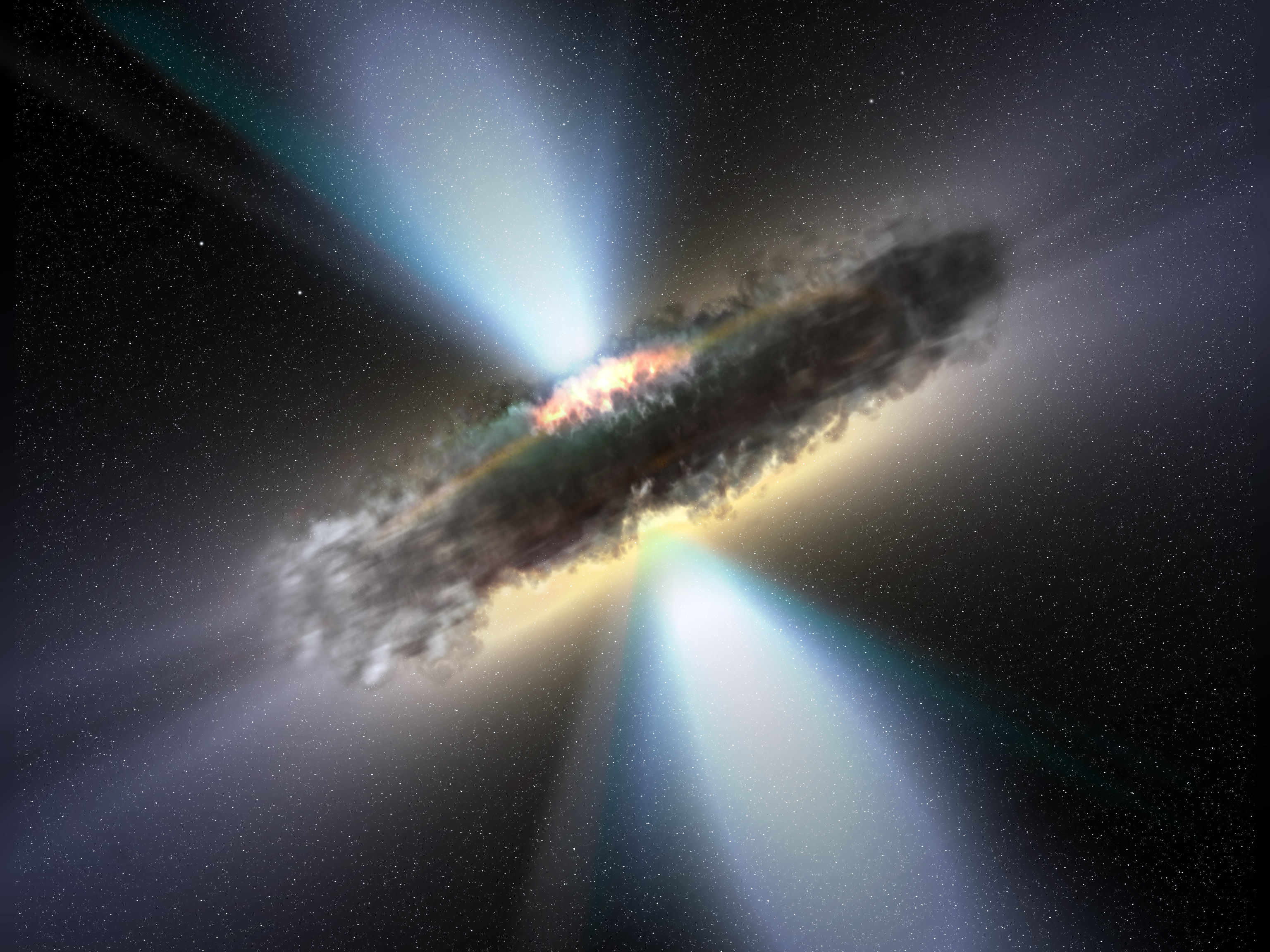
Die Spektrometrie des Lichts des Quasars APM 08279+5255 belegte die Anwesenheit von Wasser (künstlerische Darstellung).

Wasserdampf ist der einzige Aggregatzustand des Wassers, der bisher außerhalb der Milchstraße detektierbar ist. Das liegt an der Ferne der astronomischen Objekte. Ein sehr eindeutiger Beleg für ihn fand sich in der Spektrometrie des Lichts des Quasars MG J0414+0534. Es war 11,1 Milliarden Jahre bis zur Erde unterwegs. Insgesamt wurde Wasserdampf bisher im Licht von ungefähr einhundert ferneren und näheren Galaxien gefunden.
Der am weitesten entfernte Nachweis von Wasserdampf stammt aus dem Licht des Quasars APM 08279+5255. Die Menge seines Wassers wird auf einhunderttausend Sonnenmassen geschätzt. Das wäre ungefähr das Einhundertvierzigbillionenfache allen irdischen Meerwassers. Die Lichtstrahlen des Quasars benötigten 12,1 Milliarden Jahre bis zur Erde. Gemäß der gängigen Interpretation der Daten des Planck-Weltraumteleskops jedoch hat der Urknall vor 13,82 Milliarden Jahren stattgefunden. Demzufolge ist Wasser im beobachtbaren Universum spätestens nach 1,72 Milliarden Jahren vorhanden gewesen.

## Überkritisches Wasser
Tief in den Ozeanen des Planeten Erde entweicht Wasser aus einigen hydrothermalen Tiefseequellen im überkritischen Zustand: Es besitzt beim Austritt eine Temperatur von 407 °C, wird jedoch wegen des Drucks des überlagernden Ozeanwassers am Sieden gehindert. Überkritisches Wasser vereinigt in sich Eigenschaften der Aggregatzustände flüssig und gasförmig. Es wird angenommen, dass auf der Erde noch weiteres überkritisches Wasser vorhanden ist: Wegen hoher Drücke und Temperaturen könnten sich auch Wässer tief in der Erdkruste und unterhalb der Lithosphäre im überkritischen Zustand befinden (→ Tiefe Hydrosphäre).
| Wasser der Erde                                                                    |
| ---------------------------------------------------------------------------------- |
| - Kristallwasser - Wassereis - Flüssigwasser - Wasserdampf - Überkritisches Wasser |